# Frans Buijserd
Frans Buijserd (Apeldoorn, 18 juni 1952) is een Nederlandse bestuurder en politicus van het CDA.

## Biografie
In 1981 werd Buijserd lid van de gemeenteraad van Apeldoorn. Van 1986 tot 1988 en van 1990 tot 1998 heeft hij het raadslidmaatschap gecombineerd met het wethouderschap. Daarna was hij in de periode van 1 maart 2003 tot 15 december 2007 burgemeester van de gemeente Aalburg. In deze gemeente, waarin de SGP de meeste aanhang heeft, ontstond in 2005 enige opschudding, toen Buijserd een geregistreerd partnerschap aanging met zijn mannelijke partner. Deze opschudding  was echter niet van invloed op zijn functioneren als burgemeester. In 2007 werd hij opgevolgd door Eric Janse de Jonge, die als waarnemend burgemeester tijdelijk de rol van burgemeester van Aalburg uitvoerde. Van 15 december 2007 tot 15 december 2019 was hij burgemeester van de gemeente Nieuwkoop. Vanaf 15 december 2019 was hij waarnemend burgemeester van Nieuwkoop. Op 3 februari 2020 werd in Nieuwkoop hij opgevolgd door Robbert-Jan van Duijn.